# Valverde de Leganés (kommunhuvudort)
Valverde de Leganés är en kommunhuvudort i Spanien.   Den ligger i provinsen Provincia de Badajoz och regionen Extremadura, i den sydvästra delen av landet, 300 km sydväst om huvudstaden Madrid. Valverde de Leganés ligger 295 meter över havet och antalet invånare är 3 876.
Terrängen runt Valverde de Leganés är huvudsakligen platt, men åt sydväst är den kuperad. Runt Valverde de Leganés är det ganska tätbefolkat, med 65 invånare per kvadratkilometer. Valverde de Leganés är det största samhället i trakten. Trakten runt Valverde de Leganés består till största delen av jordbruksmark.